# Victor Boistol
Victor Boistol, né le 2 novembre 1951, est un ancien joueur français de basket-ball.

## Club
- 1973-1975 :  Vichy (Nationale 1)
- 1975-1979 :  Caen (Nationale 1)
- 1979-1986 :  Stade français (Nationale 1)
- 1986-1988 :  Berck (Nationale 1)

### Sélection nationale
- 82 sélections en Équipe de France